# ميركورا تشيوك

شعار المدينة

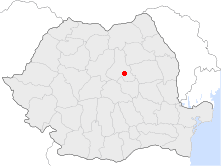

ميركورا تشيوك ( بالرومانية: Miercurea Ciuc بالهنغارية: Csíkszereda) مدينة شمال وسط رومانيا. أكبر مدن مقاطعة هارغيتا في إقليم ترانسيلفانيا. تقع على نهر أولت ويعود تاريخ المدينة لعام 1558م حيث اكتسبت تسميتها من سوق شعبي يقام كل يوم أربعاء. عدد سكانها 42.029 نسمة (إحصاء 2002).

## المناخ
يظهر الجدول التالي التغييرات المناخية على مدار السنة لميركورا تشيوك:
| البيانات المناخية لـميركورا تشيوك | البيانات المناخية لـميركورا تشيوك | البيانات المناخية لـميركورا تشيوك | البيانات المناخية لـميركورا تشيوك | البيانات المناخية لـميركورا تشيوك | البيانات المناخية لـميركورا تشيوك | البيانات المناخية لـميركورا تشيوك | البيانات المناخية لـميركورا تشيوك | البيانات المناخية لـميركورا تشيوك | البيانات المناخية لـميركورا تشيوك | البيانات المناخية لـميركورا تشيوك | البيانات المناخية لـميركورا تشيوك | البيانات المناخية لـميركورا تشيوك | البيانات المناخية لـميركورا تشيوك |
| الشهر                             | يناير                             | فبراير                            | مارس                              | أبريل                             | مايو                              | يونيو                             | يوليو                             | أغسطس                             | سبتمبر                            | أكتوبر                            | نوفمبر                            | ديسمبر                            | المعدل السنوي                     |
| --------------------------------- | --------------------------------- | --------------------------------- | --------------------------------- | --------------------------------- | --------------------------------- | --------------------------------- | --------------------------------- | --------------------------------- | --------------------------------- | --------------------------------- | --------------------------------- | --------------------------------- | --------------------------------- |
| الدرجة القصوى °م (°ف)             | 12 (54)                           | 16 (61)                           | 23 (73)                           | 26 (79)                           | 30 (86)                           | 32 (90)                           | 35 (95)                           | 35 (95)                           | 33 (91)                           | 27 (81)                           | 22 (72)                           | 17 (63)                           | 35 (95)                           |
| متوسط درجة الحرارة الكبرى °م (°ف) | −2.9 (26.8)                       | 0.7 (33.3)                        | 7.1 (44.8)                        | 13.9 (57.0)                       | 19.1 (66.4)                       | 21.8 (71.2)                       | 23.4 (74.1)                       | 23.4 (74.1)                       | 20.1 (68.2)                       | 14.4 (57.9)                       | 6.0 (42.8)                        | −0.1 (31.8)                       | 12.2 (54.0)                       |
| المتوسط اليومي °م (°ف)            | −7.7 (18.1)                       | −4.7 (23.5)                       | 1.0 (33.8)                        | 7.2 (45.0)                        | 12.0 (53.6)                       | 14.9 (58.8)                       | 16.3 (61.3)                       | 15.7 (60.3)                       | 12.3 (54.1)                       | 7.1 (44.8)                        | 1.3 (34.3)                        | −4.3 (24.3)                       | 5.9 (42.6)                        |
| متوسط درجة الحرارة الصغرى °م (°ف) | −12.5 (9.5)                       | −10.1 (13.8)                      | −5.1 (22.8)                       | 0.5 (32.9)                        | 4.9 (40.8)                        | 8.0 (46.4)                        | 9.2 (48.6)                        | 8.0 (46.4)                        | 4.5 (40.1)                        | −0.2 (31.6)                       | −3.5 (25.7)                       | −8.4 (16.9)                       | −0.4 (31.3)                       |
| أدنى درجة حرارة °م (°ف)           | −33 (−27)                         | −33 (−27)                         | −28 (−18)                         | −14 (7)                           | −8 (18)                           | −1 (30)                           | 0 (32)                            | −3 (27)                           | −8 (18)                           | −14 (7)                           | −27 (−17)                         | −33 (−27)                         | −33 (−27)                         |
| الهطول مم (إنش)                   | 28.8 (1.13)                       | 26.2 (1.03)                       | 26.9 (1.06)                       | 43.0 (1.69)                       | 70.6 (2.78)                       | 90.7 (3.57)                       | 83.2 (3.28)                       | 65.7 (2.59)                       | 39.8 (1.57)                       | 32.9 (1.30)                       | 28.4 (1.12)                       | 29.4 (1.16)                       | 565.9 (22.28)                     |
| متوسط أيام هطول الأمطار           | 12                                | 12                                | 19                                | 16                                | 13                                | 12                                | 10                                | 10                                | 10                                | 9                                 | 13                                | 14                                | 150                               |
| متوسط الأيام المثلجة              | 8                                 | 8                                 | 8                                 | 3                                 | 0                                 | 0                                 | 0                                 | 0                                 | 0                                 | 1                                 | 6                                 | 9                                 | 43                                |
| المصدر #1:                        |                                   |                                   |                                   |                                   |                                   |                                   |                                   |                                   |                                   |                                   |                                   |                                   |                                   |
| المصدر #2:                        |                                   |                                   |                                   |                                   |                                   |                                   |                                   |                                   |                                   |                                   |                                   |                                   |                                   |

## توأمة
لميركورا تشيوك اتفاقيات توأمة مع كل من:
- جيولا ، المجر
- ريهين
- سغليد
- بيتشي
- بالتسي
- بيريهوفي
- غودولو
- هفش [الإنجليزية]‏
- كابوشفار
- لا ثوبيا
- Makó [الإنجليزية]‏
- سيكشفهيرفار
- Tiszaújváros [الإنجليزية]‏
- Óbuda [الإنجليزية]‏
- Zugló [الإنجليزية]‏
- جيليزوفتسي
- Budakeszi [الإنجليزية]‏

## أعلام
- بيلا ناغي
- زولت كيريكس
- زولتان ناغي
- زولتان كيليمن
- أتيلا جيورجي